# Hadiqa Bashir
Hadiqa Bashir (nacida en 2002) es una activista pakistaní que tiene por objetivo poner fin a los matrimonios infantiles. Ha sido galardonada con el premio Embajador de los Derechos Humanos para las Niñas Asiáticas y el Premio Humanitario Muhammad Ali.

## Primeros años de vida
Bashir nació en 2002 de Iftikhar Hussain (padre) y Sajda Ifthikar (madre). Bashir tenía diez años cuando su abuela quiso casarla. Había visto la difícil situación de su compañera de clase, que se casó a una edad temprana y no quería casarse. Su tío Erfaan Hussein, fundador de Girls United for Human Rights (Niñas Unidas por los Derechos Humanos), la ayudó a rechazar el matrimonio.  Desde entonces, Bashir ha trabajado en su comunidad para ayudar a poner fin a los matrimonios infantiles. 

## Activismo
La trayectoria de Bashir comenzó después de su propia lucha por evitar un matrimonio. En 2014, fundó Girls United for Human Rights (Niñas Unidas por los Derechos Humanos) con su tío para luchar por los derechos de la mujer. Después de la escuela, va de casa en casa para hablar con las mujeres y convencerlas de que no casen a sus hijas adolescentes. Ella aboga por la educación de las niñas. Interviene cuando se entera de un matrimonio forzado. Ha logrado convencer a cinco familias de su comunidad para que no obliguen a sus hijas jóvenes a casarse. A través de su organización, Bashir ayuda a las mujeres que se enfrentan al abuso doméstico. Las ayudas son médicas o legales para que las mujeres reciban apoyo. 
Girls United (Niñas Unidas) es un grupo de quince niñas que llevan a cabo sesiones de concienciación en escuelas locales, colegios y comunidades para hablar abiertamente sobre los beneficios de la educación y la salud infantil. A través de su trabajo, Bashir quiere que su comunidad conservadora empiece a ver los derechos de la mujer, la educación y el matrimonio de manera diferente.

## Premios
En 2016, Bashir se convirtió en la primera niña pakistaní en recibir el premio Embajador de los Derechos Humanos de las Niñas Asiáticas.
En 2015, Bashir fue galardonada con el tercer Premio Humanitario Muhammad Ali por dedicar su vida a poner fin a la práctica de los matrimonios infantiles en el Pakistán.